# Exarcado apostólico de Łemkowszczyzna

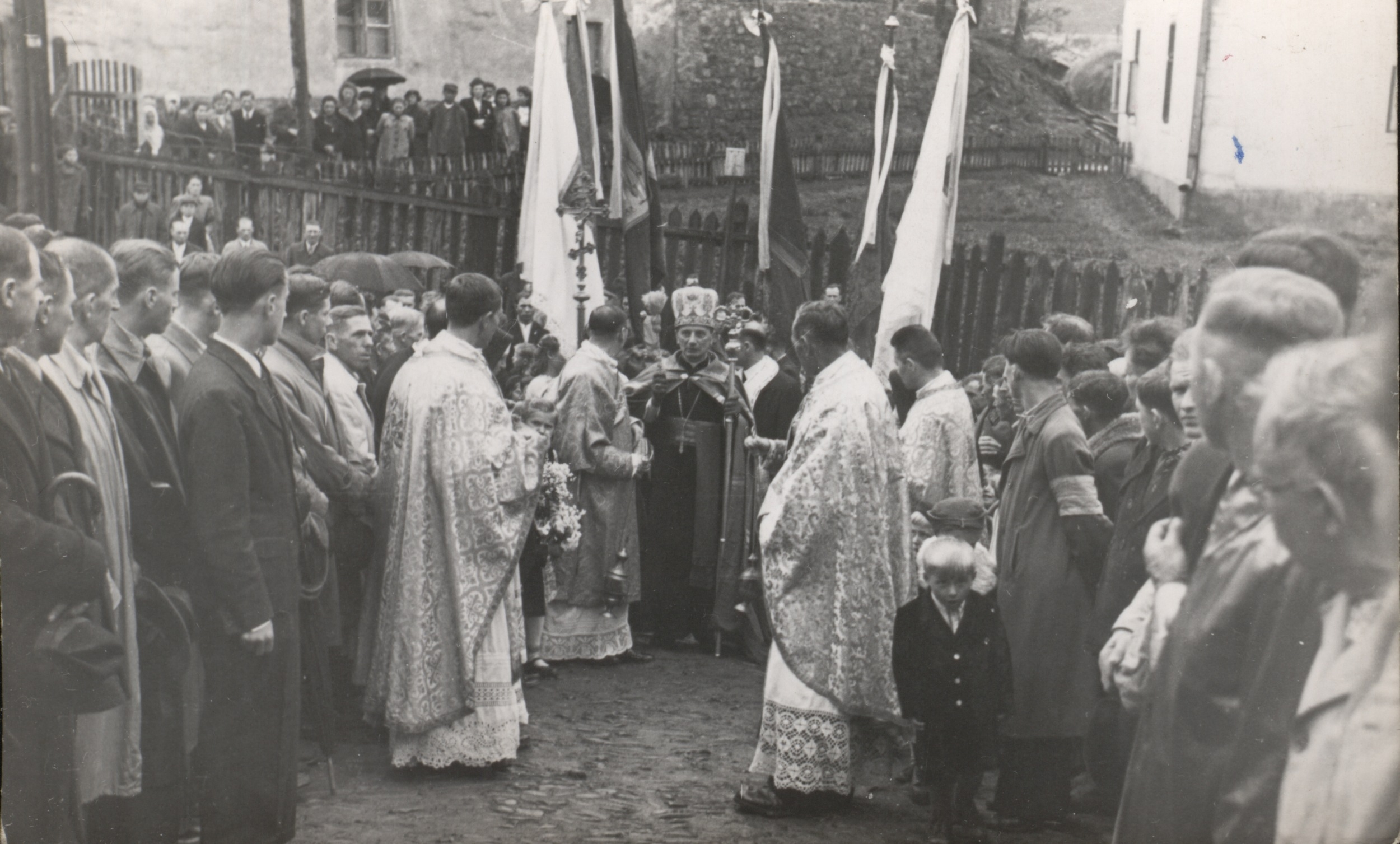
Administrador apostólico Ołeksander Małynowśki en 1943

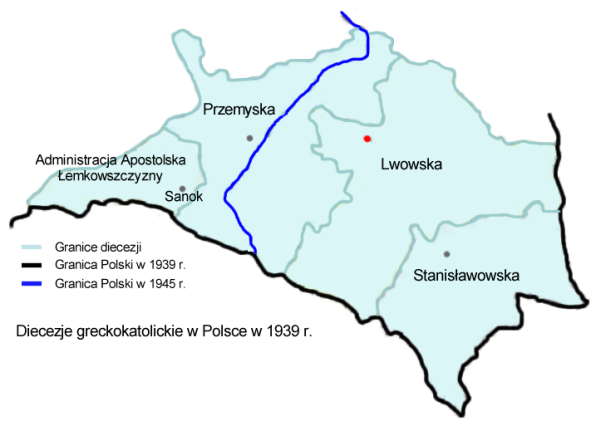
Mapa de los distritos eclesiásticos greco-católicos ucranianos de la metrópolis de Leópolis en 1939

El exarcado apostólico de Łemkowszczyzna (en latín: Apostolicus Exarchatus Lemkovszczyznaensis) fue una circunscripción eclesiástica de la Iglesia católica, perteneciente a la Iglesia greco-católica ucraniana en Polonia. Fue creado en 1934 como administración apostólica de Łemkowszczyzna y a partir del Anuario Pontificio de 1941 fue mencionado como exarcado apostólico (esarcato apostolico per i fedeli ruteni di rito bizantino di Łemkowszczyzna). El exarcado apostólico fue disuelto por el gobierno de la República Popular de Polonia en 1947, pero la derogación canónica no se llevó a cabo hasta 1991, ya que dejó de ser listado en el Anuario Pontificio desde 1992. 

## Territorio
Se extendió por la parte sur y montañosa de los actuales voivodatos de Subcarpacia y Pequeña Polonia en Polonia, región habitada por la población lemka.

## Historia
Luego de una convención entre La Santa Sede y el Gobierno de la República de Polonia la administración apostólica fue erigida el 10 de febrero de 1934 con el decreto Quo aptius de la Congregación para las Iglesias Orientales, con parte del territorio de la eparquía de Przemyśl (hoy archieparquía de Przemyśl-Varsovia).

Quo aptius consuleret animarum bono pro ea parte dioeceseos Premisliensis Ruthenorum quae Lemjcowszczyzna nuncupatur, Sanctissimus Dominus Noster Pius divina Providentia Pp. XI, in Audientia diei 13 Ianuarii 1934 decrevit a iurisdictione Episcopi Premisliensis Ruthenorum subtrahendos esse et proprio Administratori Apostolico committendus sequentes decanatus, una cum omnibus eorumdem decanatum paroeciis: Bukowsko, Oorlice, Grybów, Dynów, Dukla, Krosno, Muszyna, Rymanôw, Sanok. Administrationi Apostolicae ita erectae nomen erit Lemjcowszczyzna; sedes, vero, principalis in urbe Rymanów. Excmus D. Nuntius Apostolicus penes Polonorum Rempublicam invigilabit, nomine Sanctae Sedis, ut omnia rite adimpleantur quae necessaria sunt ad canonicam supradictae Administrationis Apostolicae constitutionem.

El trasfondo fue la identidad especial del grupo étnico lemko, la mayoría de los cuales era de la denominación greco-católica. El clero greco-católico ucraniano consideraba a los lemkos como ucranianos. Contra esta apropiación hubo resistencia de los lemkos, que se veían a sí mismo principalmente como rusinos (o carpáto-rutenos) y no seguían el rito ucraniano, sino el antiguo rito ruso. En la década de 1920, numerosos lemkos se convirtieron de la Iglesia greco-católica a la Iglesia ortodoxa rusa. El cisma de Tylawa fue el evento que tuvo lugar el 16 de noviembre de 1926 en el pueblo de Tylawa en Polonia. Ese día, los feligreses greco-católicos de Tylawa y del pueblo vecino de Trzciana, reunidos en una manifestación supuestamente en presencia del obispo ortodoxo Adam (Filipowski) de Estados Unidos, declararon su salida de la Iglesia greco-católica y su conversión a la ortodoxia. Inmediatamente después, los fieles de Tylawa pidieron al metropolitano ortodoxo de Varsovia, Dionisio, que estableciera una parroquia ortodoxa para ellos. El metropolitano delegó al hieromonje Panteleimon a Tylawa, el sacerdote parroquial de Leópolis. Las autoridades estatales inicialmente se negaron a reconocer la parroquia hasta el 26 de abril de 1928. La manifestación en Tylawa inició muchos eventos análogos en otras aldeas de la región de los lemkos, principalmente en la parte occidental de los Beskides Bajos. Para detener este desarrollo, se estableció una administración apostólica separada para los lemkos, que fue eliminada de la jerarquía ucraniana y subordinada directamente a Roma, lo cual frenó la ola de conversiones a la ortodoxia (aproximadamente de unos 18 000 lemkos).
Después de un acuerdo con el obispo de Przemyśl, el 20 de agosto de 1935 los sacerdotes greco-católicos ucranianos que habían servido anteriormente entre los lemkos fueron llamados al territorio de la eparquía de Przemyśl, y los sacerdotes rusinos fueron nombrados en su lugar. Los seminaristas lemkos fueron retirados de los seminarios ucranianos de Leópolis y Przemyśl y comenzaron a estudiar en Tarnów y Dubno. Los himnos litúrgicos ucranianos fueron eliminados de la liturgia.
La sede de la administración apostólica fue originalmente la ciudad de Rymanów. Hacia finales de 1937 la sede de la administración se trasladó a Sanok. En los primeros meses de 1944 la sede se trasladó a Krynica y de allí en febrero de 1945 pasó a Wróblik Szlachecki, en donde permaneció hasta abril del mismo año.
En septiembre de 1939 la Alemania nazi ocupó el área y en febrero de 1941 la administración fue elevada a la categoría de exarcado apostólico. El exarcado apostólico fue suprimido (en 1947) después de la Segunda Guerra Mundial por el gobierno comunista de Polonia, tras el traslado denominado Operación Vístula de la mayoría de los fieles de la etnia lemko a Ucrania y el pasaje del resto al rito latino. En algunas parroquias quedaron algunos fieles del rito bizantino, pero en pequeño número, por lo que la liturgia se celebró alternativamente en el rito romano y en el rito bizantino.
En 1945 el exarca apostólico Ołeksander Małynowśki huyó a Baviera a través de Checoslovaquia para escapar de la NKVD. La curia también cesó sus actividades, aunque formalmente el exarcado apostólico no fue suprimido canónicamente.
Después de 1989, cuando la Iglesia greco-católica salió a la luz en Polonia, el exarcado apostólico de Łemkowszczyzna no fue restaurado y el 16 de enero de 1991 el área fue nuevamente asignada a la archieparquía de Przemyśl-Varsovia, en donde su territorio constituye actualmente un decanato.

## Episcopologio
Administradores apostólicos
- Wasyl Maściuch † (17 de noviembre de 1934-12 de marzo de 1936 falleció)
- Jakiw Medweckij † (3 de julio de 1937-27 de enero de 1941 falleció)

Exarca apostólico
- Ołeksander Małynowśki † (5 de febrero de 1941-septiembre de 1945 renunció)
  - Sede vacante (1945-1991)

## Estadísticas
De acuerdo al Anuario Pontificio 1991 la administración apostólica a fines de 1943 contaba con 127 580 fieles bautizados.
| Año                                                                             | Población            | Población | Población      | Sacerdotes | Sacerdotes    | Sacerdotes    | Bautizados por sacerdote | Diáconos permanentes | Religiosos | Religiosos | Parroquias |
| Año                                                                             | Bautizados católicos | Total     | % de católicos | Total      | Clero secular | Clero regular | Bautizados por sacerdote | Diáconos permanentes | Varones    | Mujeres    | Parroquias |
| ------------------------------------------------------------------------------- | -------------------- | --------- | -------------- | ---------- | ------------- | ------------- | ------------------------ | -------------------- | ---------- | ---------- | ---------- |
| 1943                                                                            | 127 580              | ?         | ?              | 128        | 128           |               | 996                      |                      |            |            | 129        |
| Fuente: Catholic-Hierarchy, que a su vez toma los datos del Anuario Pontificio. |                      |           |                |            |               |               |                          |                      |            |            |            |